# グレッグ・ハンセル
グレゴリー・マイケル・ハンセル（Gregory Michael "Greg" Hansell , 1971年3月12日 - ）は、アメリカ合衆国カリフォルニア州出身の元プロ野球選手（投手）。

## 来歴・人物
1989年のドラフト10巡目でボストン・レッドソックスに指名され入団、翌1990年7月には早くもマイク・マーシャルとのトレードでマイナーリーガー2人と共にニューヨーク・メッツに移籍し同年12月にはヒュービー・ブルックスとのトレードでボブ・オヘーダと共にロサンゼルス・ドジャースに移籍。1991年アドバンストA級で14勝を挙げ、1992年AA級からAAA級に昇格、その後2年半をAAA級で過ごし1994年には先発投手から救援へと転向、1995年4月にようやくMLBデビューを果たした。しかしその年の7月末にケビン・タパーニ、マーク・ガスリーとのトレードでホセ・パーラ、クリス・レイサムらと共にミネソタ・ツインズに移籍。同年はツインズでの出場はなかったが翌1996年はチーム防御率5.30と投手陣が総崩れの様相を呈する中でキャリアハイの50試合に登板。防御率5.69、WHIP1.53ながら3勝を挙げた。シーズン終了後ウェーバーでボストン・レッドソックスに移籍するも翌1997年開幕直前に解雇、数日後にミルウォーキー・ブルワーズと契約したが同年メジャーでの登板は3試合のみに終わる。シーズン終了後新設球団アリゾナ・ダイヤモンドバックスと契約を結ぶが開幕直前に解雇となりオークランド・アスレチックスと契約。5月にマイク・マクファーレンとのトレードでシェーン・マックと共にカンザスシティ・ロイヤルズに移籍となったがこの年はAAA級での登板に終始した。シーズン終了後サンフランシスコ・ジャイアンツと契約するが翌1999年4月頭に解雇されピッツバーグ・パイレーツと契約。2年ぶりのメジャーで33試合に登板した。
2000年、パイレーツからの譲渡で阪神タイガースに入団。当初はベン・リベラに代わる抑え候補だったが、先発投手としての適性を見い出され、メジャーでは未経験でマイナーでも3年前のブルワーズ傘下のAAA級時代以来となる先発として20試合に登板。チームはセ・リーグ最下位に沈んだが、自身は規定投球回未到達ながら7勝8敗を記録し、川尻哲郎に次ぐチーム2番目の好成績を挙げた。
2年目の2001年には開幕から先発ローテーションに加わり、27試合に登板。同年は規定投球回に到達し、防御率はリーグ9位の3.49を記録するが、打線の援護が無く5勝13敗で、このシーズン最多敗戦を記録してしまった。
3年目の2002年はシーズン開幕間もなくヘルニアが悪化し戦線離脱、帰国し6月に内視鏡手術を受けた。その後驚異的な回復力でシーズン後半には再来日を果たし阪神残留をアピールしたが、星野仙一監督の戦力構想から外れ退団となった。
阪神退団後も日本でのプレーを希望し、実際に日本の複数の球団から獲得のオファーがあった。特に中日ドラゴンズが彼に興味を示したと言われている。しかし、その後阪神がストッパーとして活躍したマーク・バルデスを放出したため、中日は獲得対象をハンセルからバルデスに変更した。
結局ハンセルは日本でのプレーの希望は叶わず、2003年はニューヨーク・ヤンキースのマイナーに所属。その後メキシコ等でプレーしメジャー復帰を目指したが叶わず現役を引退した。
パソコン、インターネットに造詣があり、来日前の現役時代からattheyard.comというスポーツグッズ販売会社のウェブサイトに定期的にブログを掲載していた。ファンがメールを送れるようにもなっていた。
2006年に東北楽天ゴールデンイーグルスの在米スカウトに就任。野村克也監督は、阪神時代に彼を「近鉄のいてまえ打線がバックなら20勝」と高く評価していた。
2017年現在横浜DeNAベイスターズの在米スカウトとして活動中。

## 詳細情報

### 年度別投手成績
| 年 度    | 球 団    | 登 板 | 先 発 | 完 投 | 完 封 | 無 四 球 | 勝 利 | 敗 戦 | セ 丨 ブ | ホ 丨 ル ド | 勝 率 | 打 者 | 投 球 回 | 被 安 打 | 被 本 塁 打 | 与 四 球 | 敬 遠 | 与 死 球 | 奪 三 振 | 暴 投 | ボ 丨 ク | 失 点 | 自 責 点 | 防 御 率 | W H I P |
| -------- | -------- | ----- | ----- | ----- | ----- | -------- | ----- | ----- | -------- | ----------- | ----- | ----- | -------- | -------- | ----------- | -------- | ----- | -------- | -------- | ----- | -------- | ----- | -------- | -------- | ------- |
| 1995     | LAD      | 20    | 0     | 0     | 0     | 0        | 0     | 1     | 0        | --          | .000  | 93    | 19.1     | 29       | 5           | 6        | 1     | 2        | 13       | 0     | 0        | 17    | 16       | 7.45     | 1.81    |
| 1996     | MIN      | 50    | 0     | 0     | 0     | 0        | 3     | 0     | 3        | --          | 1.000 | 329   | 74.1     | 83       | 14          | 31       | 1     | 2        | 46       | 9     | 1        | 48    | 47       | 5.69     | 1.53    |
| 1997     | MIL      | 3     | 0     | 0     | 0     | 0        | 0     | 0     | 0        | --          | ----  | 21    | 4.2      | 5        | 1           | 1        | 0     | 1        | 5        | 0     | 0        | 5     | 5        | 9.64     | 1.29    |
| 1999     | PIT      | 33    | 0     | 0     | 0     | 0        | 1     | 3     | 0        | 4           | .250  | 168   | 39.1     | 42       | 5           | 11       | 3     | 3        | 34       | 2     | 0        | 20    | 17       | 3.89     | 1.35    |
| 2000     | 阪神     | 20    | 20    | 0     | 0     | 0        | 7     | 8     | 0        | --          | .467  | 497   | 114.0    | 108      | 10          | 52       | 2     | 6        | 97       | 4     | 0        | 59    | 55       | 4.34     | 1.40    |
| 2001     | 阪神     | 27    | 26    | 0     | 0     | 0        | 5     | 13    | 0        | --          | .278  | 700   | 162.1    | 145      | 14          | 75       | 1     | 8        | 123      | 6     | 0        | 71    | 63       | 3.49     | 1.36    |
| 2002     | 阪神     | 5     | 0     | 0     | 0     | 0        | 0     | 0     | 0        | --          | ----  | 19    | 4.2      | 4        | 0           | 1        | 0     | 0        | 2        | 1     | 0        | 1     | 1        | 1.93     | 1.07    |
| MLB：4年 | MLB：4年 | 106   | 0     | 0     | 0     | 0        | 4     | 4     | 3        | 4           | .500  | 611   | 137.2    | 159      | 25          | 49       | 5     | 8        | 98       | 11    | 1        | 90    | 85       | 5.56     | 1.51    |
| NPB：3年 | NPB：3年 | 52    | 46    | 0     | 0     | 0        | 12    | 21    | 0        | --          | .364  | 1216  | 281.0    | 257      | 24          | 128      | 3     | 14       | 222      | 11    | 0        | 131   | 119      | 3.81     | 1.37    |

### 記録
NPB投手記録
- 初登板・初先発登板：2000年4月2日、対横浜ベイスターズ3回戦（横浜スタジアム）、4回6失点で敗戦投手
- 初勝利・初先発勝利：2000年4月8日、対広島東洋カープ2回戦（広島市民球場）、6回2/3を4失点
- 初奪三振：同上、2回裏に西山秀二から空振り三振

NPB打撃記録
- 初安打・初打点：同上、4回表に紀藤真琴から遊撃2点適時内野安打

### 背番号
- 52 （1995年）
- 19 （1996年）
- 53 （1997年）
- 57 （1999年）
- 49 （2000年）
- 14 （2001年）
- 42 （2002年）